# CT Pará (CT-2)
O CT Pará é um contratorpedeiro da Classe Pará da Marinha do Brasil. Foi encomendado em 1906, fazendo parte do Plano Naval daquela época que modernizou a Armada do Brasil.